# Největší z Čechů
Největší z Čechů je film Roberta Sedláčka z roku 2010.
Děj pojednává o týmu čtyř filmových umělců, kteří jsou sice oceněni různými cenami, ale na jejich filmy nechodí diváci. Jejich chystaný film nedostane grant, oni nemohou točit a jen s problémy přežívají.
Děj se odehrává v Pelhřimově, kde se také natáčelo, během festivalu rekordů a kuriozit, řada skutečných rekordmanů také ve filmu vystupuje. Stejně tak budou ve filmu k vidění některé exponáty pelhřimovského Muzea rekordů a kuriozit. Film se natočil v srpnu 2009 (za 12 natáčecích dnů od 11. do 23. srpna včetně), natáčel se také v Praze na Střeleckém ostrově.

## Obsazení
| Simona Babčáková | producentka                                     |
| Jaroslav Plesl   | režisér                                         |
| Jiří Vyorálek    | kameraman                                       |
| Johana Švarcová  | zvukařka                                        |
| Igor Bareš       | Míra Marek, ředitel agentury rekordů a kuriozit |

## Recenze
- Kamil Fila, Aktuálně.cz, 2. září 2010
- Vít Schmarc, Moviezone.cz, 20. srpna 2010
- František Fuka, FFFilm, 27. srpna 2010
- Jan Gregor, Respekt, 34/2010 23. srpna 2010, strana 63
- Jaroslav Sedláček, Kinobox.cz, 21. srpna 2010   Archivováno 23. 8. 2010 na Wayback Machine.
- Johana Hovorková, filmserver.cz, 19. srpna 2010